# Turan Air
Turan Air was een Azerbeidzjaanse luchtvaartmaatschappij met haar thuisbasis in Bakoe.

## Geschiedenis
Turan Air is opgericht in 1994 en opgeheven in 2013.

## Diensten
Turan Air voert (juli 2007) lijndiensten uit naar:
- Gəncə,
- Istanboel, Sabiha Gökçen
- Bakoe
- Moskou, Luchthaven Domodedovo
- Jekaterinenburg, Luchthaven Koltsovo

## Vloot
De vloot van Turan Air bestaat (junli 2007) uit:
- 1 Tupolev TU-154B2
- 2 Tupolev TU-154M

Azal Avia Cargo · Azerbaijan Airlines · Silk Way Airlines · Sky Wind · SW Business Aviation

Opgeheven: Imair Airlines · Turan Air